# (307616) 2003 QW90
(307616) 2003 QW90, também escrito como (307616) 2003 QW90, é um objeto transnetuniano (TNO) que está localizado no cinturão de Kuiper, uma região do Sistema Solar. Ele é classificado como um cubewano. O mesmo possui uma magnitude absoluta de 5,4 tem um diâmetro com cerca de 366 ou 488 km. O astrônomo Mike Brown lista este corpo celeste em sua página na internet como um candidato a possível planeta anão.

## Descoberta
(307616) 2003 QW90 foi descoberto no dia 23 de agosto de 2003 pelo astrônomo Marc W. Buie.

## Órbita
A órbita de (307616) 2003 QW90 tem uma excentricidade de 0,078 possui um semieixo maior de 43,697 UA. O seu periélio leva o mesmo a uma distância de 40,277 UA em relação ao Sol e seu afélio a 47,118 UA.